# عملية معالجة العمليات القتالية
عملية معالجة منطقة العمليات القتالية هي عملية تقوم بها القوات المسلحة أثناء الحملات العسكرية والعمليات الحربية الكبرى والمعارك والاشتباكات لتسهيل تحديد الأهداف واتجاه القتال وتقييم نجاح خطة العمليات.
ويتضمن النموذج الأساسي لعملية معالجة منطقة العمليات القتالية خمس مراحل تسعى للوصول إلى الغايات وتحقيق الأهداف، وتخصيص وتوجيه القوات المناسبة للاشتباكات الناجحة مع العدو، واتخاذ القرارات حول المنهج العقائدي الخاص بالاشتباكات، وتنفيذ الخطة بالاشتراك في القتال، وإجراء تقيم استخباراتي في أعقاب المعركة لتحديد مدى نجاح أو فشل خطة العمليات.